# Винн, Гревилл Мейнерд
Гревилл Мейнерд Винн (англ. Greville Maynard Wynne, 19 марта 1919 — 28 февраля 1990) — британский бизнесмен и инженер, который был завербован МИ-6 из-за его частых поездок в Восточную Европу. Известен как связной полковника ГРУ Генштаба Министерства обороны СССР Олега Пеньковского.

## Биография
Гревилл Мейнерд Винн родился в Уэльсе 19 марта 1919 года в семье шахтёра. Он окончил Ноттингемский университет по специальности «инженер-электрик». В годы Второй Мировой войны Винн работал в британской службе военной разведки МИ-5. Впоследствии, с 1955 года, Винн стал работать на внешнюю разведку Великобритании — МИ-6. После окончания войны он стал заниматься коммерцией, основал две компании — «Гревилл Винн Лимитед» и «Мобайл Эксибишн Лимитед». Данные фирмы неоднократно выполняли роли представителей других, более солидных фирм, что позволяло Винну свободно ездить по всему миру. Неоднократно бывал он и в СССР.
В 1955 году Винн возобновил сотрудничество с разведкой. Он прошёл подготовку по ведению разведывательной и диверсионной деятельности. 

## Винн и Пеньковский
В декабре 1960 года, когда Винн прилетел в Москву, на контакт с ним вышел полковник ГРУ ГШ ВС СССР Олег Пеньковский, который предложил свои услуги британской разведке в качестве её агента в обмен на оплату и гарантию помощи в побеге за границу. Встреча происходила в ресторане гостиницы «Националь». Винн передал письмо Пеньковского представителям английской разведки и получил согласие на контакт с полковником. 20 апреля 1961 года в лондонском аэропорту Хитроу выехавший в заграничную командировку Пеньковский передал Винну два пакета с информацией. В тот же день он подписал акт вербовки, предусматривавший выполнение всех условий, поставленных Пеньковским.
За всё время своей деятельности Пеньковский трижды бывал в заграничных командировках, но для постоянной передачи информации необходим был постоянный канал связи. Именно Гревилл Винн стал связным Пеньковского. Так продолжалось более двух лет.

## Арест, следствие и суд
В 1962 году сотрудники контрразведки КГБ СССР арестовали Пеньковского. Тот выдал своего связного, Винна. 2 ноября 1962 года Винн был арестован в Будапеште спецслужбами Венгерской Народной Республики и на основании договора с СССР передан его представителям.
Поначалу Винн всё категорически отрицал и защищался. Пеньковский, пытаясь выторговать себе жизнь, рассказал на следствии всё что знал. Под грузом улик Винн сознался и попросил о снисхождении к нему как к иностранному гражданину. 7 мая 1963 года Пеньковский и Винн предстали перед Военной коллегией Верховного Суда СССР. Процесс по делу британских разведчиков снимался на камеру и выборочно транслировался по телевидению. 11 мая 1963 года суд вынес приговор, по которому Пеньковский был приговорён к высшей мере наказания – смертной казни через расстрел, а Винн – к восьми годам лишения свободы с отбыванием первых трёх лет в тюрьме, а последующих пяти – в колонии строгого режима. 16 мая 1963 года приговор в отношении Пеньковского был приведён в исполнение.
Также в соответствии с частным определением Верховного Суда СССР 12 сотрудников британского посольства, замеченных в связях с Пеньковским и Винном, были объявлены персонами нон грата и высланы в Великобританию.

## Дальнейшая судьба
Гревилл Винн просидел в тюрьме 11 месяцев, после чего был обменян на советского разведчика Конона Молодого, он же Гордон Лонсдейл. В 1964 году в Великобритании вышла его книга «Человек из Москвы».
28 февраля 1990 года Гревилл Винн скончался в возрасте 70 лет.

## В кинематографе
В 2020 году об истории сотрудничества Винна с Олегом Пеньковским был снят художественный фильм «Игры шпионов». Роль Винна сыграл Бенедикт Камбербэтч.

## Документальные фильмы
- Документальный фильм «Шпион по кличке „Герой“» из цикла «Шпионы и предатели»